# Fjodor I av Ryssland
Fjodor I av Ryssland (Фёдор I Иваннович, Fjodor I Ivanovitj) var tsar av Ryssland mellan år 1584 och 1598. Han föddes den 31 maj 1557 och dog den 6 januari 1598. Han var den siste tsaren av den dittills härskande grenen av Ruriks ätt, och son till Ivan den förskräcklige och Anastasia Romanovna.
Fjodor I var troligen både mentalt och fysiskt handikappad. Han var antingen oförmögen eller ointresserad av att regera, och Ryssland styrdes i stället av hans svåger Boris Godunov. 
Fjodor fick enbart en dotter som dog i späd ålder och med henne dog tsargrenen av Ruriks ätt ut. Avsaknaden av en legitim arvinge ledde till den så kallade stora oredan.

## Galleri

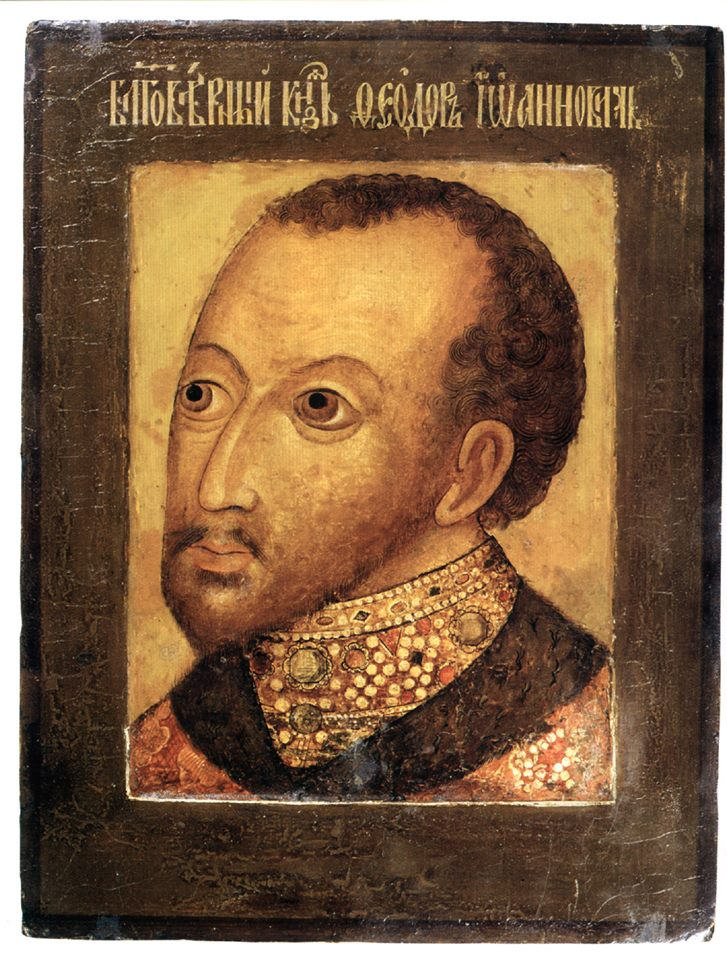
Fjodor I av Ryssland.